# Geeloorbaardvogel
De geeloorbaardvogel (Psilopogon australis synoniem: Megalaima australis) is een Aziatische baardvogel. De soort is afgesplitst van de blauwoorbaardvogel (P. duvaucelii).

## Verspreiding
De soort komt alleen voor op Java en Bali. 

## Status
De grootte van de populatie is niet gekwantificeerd maar de soort wordt omschreven als algemeen. Hoewel de vogel in aantal door ontbossing achteruit gaat, geldt de soort als niet bedreigd op de Rode Lijst van de IUCN.